# Ecuba (Euripide)
Ecuba (in greco antico: Ἑκάβη?, Hekàbe) è una tragedia di Euripide rappresentata in una data incerta attorno al 424 a.C., ispirata alla figura di Ecuba, moglie di Priamo.

## Trama
La scena si svolge in una spiaggia del Chersoneso tracico, dove la flotta di greci che ha espugnato Troia si è accampata, bloccata da venti contrari che le impediscono il rientro. Le donne troiane ed Ecuba, in qualità di regina di Troia, sono prigioniere di guerra. Per garantire il ritorno in patria dei greci vincitori, il fantasma di Achille richiede il sacrificio sulla propria tomba di Polissena, figlia di Ecuba. Questi eventi sono narrati nel prologo dal fantasma di Polidoro, il più giovane dei figli di Ecuba, che era stato mandato in protezione con una ricca dote presso il re tracio Polimestore, il quale lo aveva invece ucciso per impadronirsi delle sue ricchezze.
Ecuba è all'oscuro della morte di Polidoro e della richiesta di sacrificio di Polissena. Nel pieno della notte esce turbata dalla tenda di Agamennone, vittima di un oscuro presagio che le fa temere per la sorte dei figli. Sopraggiunge un coro di prigioniere troiane che la informa della richiesta del fantasma di Achille, accolta dai greci per volere di Odisseo. Ecuba è disperata. Sopraggiunge Polissena che, alla notizia della sua futura sorte, si dispera per la madre ma coraggiosamente accetta il suo destino, preferendo essere scannata piuttosto che vivere come una schiava senza dignità.
Ulisse giunge ed invano Ecuba lo prega di lasciare vivere la figlia o di ucciderla insieme a lei. Polissena, coraggiosa e forte, viene portata via mentre Ecuba si accascia disperata al suolo. Giunge l'araldo Taltibio a narrare la morte della giovane, chiedendo ad Ecuba di darle degna sepoltura. Ecuba incarica un'ancella di colmare una brocca di acqua di mare, necessaria per lavare  la salma di Polissena, ma questa ritorna col cadavere coperto del figlio di Ecuba Polidoro, ripescato nelle acque  del mare dove l'uccisore Polimestore lo aveva gettato.
Inizia così la follia di Ecuba, disperata per la perdita dei figli. Medita vendetta quando sopraggiunge Agamennone, al quale Ecuba racconta del perfido Polimestore che ha infranto il sacro vincolo dell'ospitalità e disonorato il cadavere del figlio Polidoro gettandolo in mare. Agamennone, impietosito da Ecuba e sdegnato dalla perfidia e dalla bramosia di Polimestore, accetta l'invito della donna a non opporsi al suo piano di vendetta.
Ecuba convoca Polimestore nella tenda di Agamennone, con la scusa di dover rivelare a lui e ai suoi figli dove si nasconde il tesoro dei Priamidi. La segretezza della rivelazione impone a Polimestore l'obbligo di allontanare i servi e di restare solo con la donna, la quale lo incalza con interrogativi sulla salute del figlio, ai quali Polimestore risponde con menzogne.
Entrate nella tenda le prigioniere Troiane immobilizzano l'assassino ed Ecuba, resa cieca dalla collera, con dei sassi uccide i due figli del re Tracio, poi gli si scaglia contro e lo acceca compiendo così la sua vendetta. Uscito dolorante per la ferita dalla tenda, Polimestore chiede vendetta al sopraggiunto Agamennone, che ha udito le grida di dolore del re tracio. Agamennone lo interroga sul suo comportamento, per il quale Polimestore si giustifica dicendo di essere stato costretto ad uccidere Polidoro per impedirgli di ricostruire in futuro Troia. Anche Ecuba espone le ragioni del suo gesto, mostrando disprezzo e risentimento nei confronti delle giustificazioni di Polimestore. Agamennone, sentite le due parti, non condanna Ecuba, e Polimestore si infuria, inveendo contro i due e predicendo loro due sorti terribili. Ecuba morirà e sarà trasformata in cagna mentre Agamennone vedrà Cassandra uccisa dalla moglie Clitennestra ed anche lui verrà da lei ucciso con un colpo di scure. Sdegnato dalle funeste profezie, Agamennone abbandona Polimestore su un'isola deserta dove rimane fino alla fine dei suoi giorni. Altre fonti raccontano di come Ecuba infuriata per la morte di suo figlio Polidoro ucciso da Polimestore , soppresse i due  figli di quest'ultimo lapidandoli e poi lo stesso Polimestore, tagliandogli la testa ed immergendo la tenda nel suo sangue.